# Putineiu, Giurgiu
Putineiu là một xã thuộc hạt Giurgiu, România. Dân số thời điểm năm 2002 là 2899 người.